# Agelanthus myrsinifolius
Agelanthus myrsinifolius é uma espécie de planta hemiparasita da família Loranthaceae, que é nativa de Ruanda, Zaire e Burundi.

## Habitat / ecologia
A. myrsinifolius foi encontrada em altitudes de 1900-3300 m em florestas montanhosas ou pantanosas. Os hospedeiros registados são Myrsine e Erica mannii (nas maiores altitudes).

## Ameaças
Em altitudes mais baixas, a pressão intensa da população humana significa que, fora das áreas protegidas, a floresta está desaparecendo devido à agricultura e à extracção de madeira. Nessas altitudes, o hospedeiro Myrsine está sendo cortado para a agricultura. Nas altitudes mais altas, a erva, Erica mannii, encontra-se provavelmente segura.